# Selevac
Selevac (cyr. Селевац) – wieś w Serbii, w okręgu podunajskim, w gminie Smederevska Palanka. W 2011 roku liczyła 3406 mieszkańców.